# NGC 2461
NGC 2461 é uma estrela na direção da constelação de Lynx. O objeto foi descoberto pelo astrônomo William Parsons em 1851, usando um telescópio refletor com abertura de 72 polegadas. 